# Tonkori

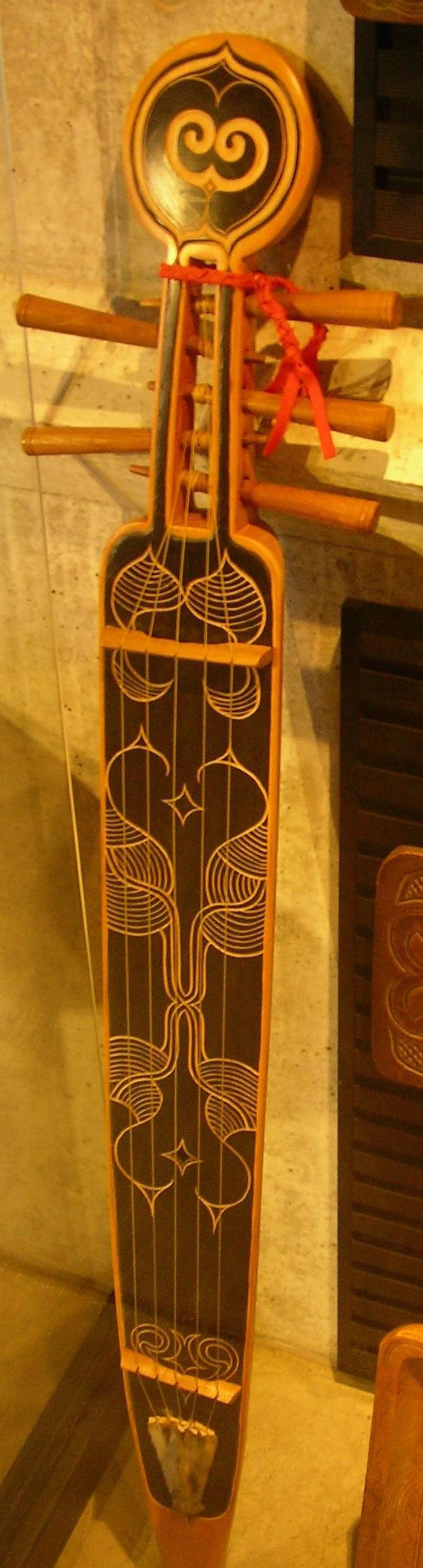
Tonkori.

El tonkori (トンコリ?) es un instrumento de cuerda tocado por los ainus de Hokkaidō, en el norte de Japón y en la isla de Sajalín. Generalmente posee cinco cuerdas, que no están sobre un traste, aunque poseen su afinación. El nombre es una descripción onomatopéyica del sonido del instrumento.